# Pomeni imen asteroidov: 76001–77000
Pregled pomenov imen asteroidov (malih planetov) od številke 76001 do 77000, ki jim je Središče za male planete dodelilo številko in so pozneje dobili tudi uradno ime  v skladu z dogovorjenim načinom imenovanja. Pregled je preverjen z Schmadelovim “Slovarjem imen malih planetov” (“Dictionary of Minor Planet Names”). 
Pregled pojasnjuje izvor oziroma pomen imen asteroidov, ki ga je priznala Mednarodna astronomska zveza (IAU). Nekateri asteroidi imajo imajo dodatno pojasnilo o izvoru imena, ki pa vedno ni popolnoma zanesljivo (oznaka “†” ali “‡“). 
| Ime           | Začasna oznaka | Izvor imena                       |
| 76001–76100   | 76001–76100    | 76001–76100                       |
| 76101–76200   | 76101–76200    | 76101–76200                       |
| 76201–76300   | 76201–76300    | 76201–76300                       |
| ------------- | -------------- | --------------------------------- |
| 76272 De Jong | 2000 EJ110     | Eric De Jong, ameriški astronom † |
| 76301–76400   |                |                                   |
| 76401–76500   |                |                                   |
| 76501–76600   |                |                                   |
| 76601–76700   |                |                                   |
| 76701–76800   |                |                                   |
| 76801–76900   |                |                                   |
| 76901–77000   |                |                                   |

| Predhodnik: 75001–76000 | Pomeni imen asteroidov Seznam asteroidov (76001-76250) Seznam asteroidov (76251-76500) Seznam asteroidov (76501-76750) Seznam asteroidov (76751-77000) | Naslednik: 77001–78000 |